# Komati
Der Komati (engl. Komati River, auch Nkomati River oder Nkomazi River, port. rio Incomáti) ist ein Fluss in Afrika. Er durchläuft Südafrika, Eswatini und Mosambik, wo er in die Maputo-Bucht mündet.

## Ursprung und Verlauf

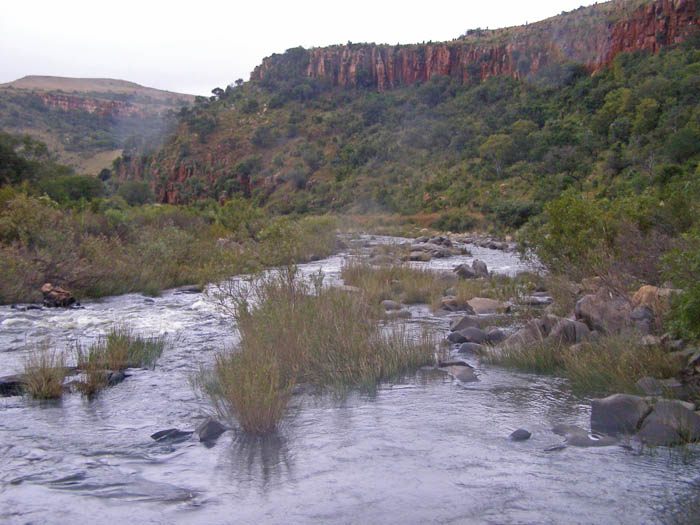
Die Schlucht nahe Carolina (Provinz Mpumalanga) am oberen Komati

Der Komati entspringt in den nördlichen Drakensbergen in einer Höhe von 1832 Metern über dem Meeresspiegel im Gebiet von Ermelo in der Provinz Mpumalanga. Er fließt südlich von Barberton und wird an der Nordostgrenze von Eswatini nach Norden abgelenkt. Von dort fließt er in Nordostrichtung und hält einen parallelen Kurs zu den Lebombobergen. Vor dem Erreichen des Gebirges vereinigt sich der Komati bei Komatipoort mit dem Crocodile River und durchfließt dann eine 190 Meter tiefe Schlucht, die Komatipoort („Komatipforte“), nach der die Stadt Komatipoort benannt ist. 
An der Grenze zwischen Südafrika und Mosambik ist der Fluss weniger als 100 Kilometer vom Meer entfernt. Der Fluss nimmt jedoch nicht den direkten Weg, sondern durchquert die Küstenebene in einem weiten Bogen von rund 320 Kilometern, zuerst nach Norden und dann nach Süden. Von Norden münden weitere Nebenflüsse in den Komati. Im Mündungsgebiet bildet der Fluss weitläufige Lagunen und umfließt Inseln. Der Komati erreicht den Indischen Ozean 24 Kilometer nördlich von Maputo, bei Marracuene über die Maputo-Bucht. Er hat eine Länge von ungefähr 450 km. Zuweilen werden auch 714 km angegeben.
In der Überschwemmungszeit gibt es durch die Sümpfe eine wasserführende Verbindung mit dem Becken des Limpopo im Norden.

## Hydrometrie
Die Abflussmenge des Komati wurde an der Station Magude, etwa 150 km vor der Mündung in m³/s gemessen (1970 bis 2011).

## Einzugsgebiet
Das Einzugsgebiet des Komati wird mit einer Fläche von 46.246 bis 46.800 km² angegeben und der streckt sich über drei Länder. Es teilt sich wie folgt auf:
| Land          | Fläche [km²] | Prozent |
| ------------- | ------------ | ------- |
| Südafrika     | 28.600       | 61,2    |
| Eswatini      | 2.500        | 5,4     |
| Mosambik      | 15.600       | 33,4    |
| Komati gesamt | 46.700       | 100,0   |

## Eisenbahn
Die Bahnstrecke Pretoria–Maputo durchquert die Ebene und erreicht bei Kilometer 72 der CFM den Komati. Daraufhin folgt sie dem südlichen Flussufer und erreicht das Hochland bei Komatipoort.

## Wirtschaft

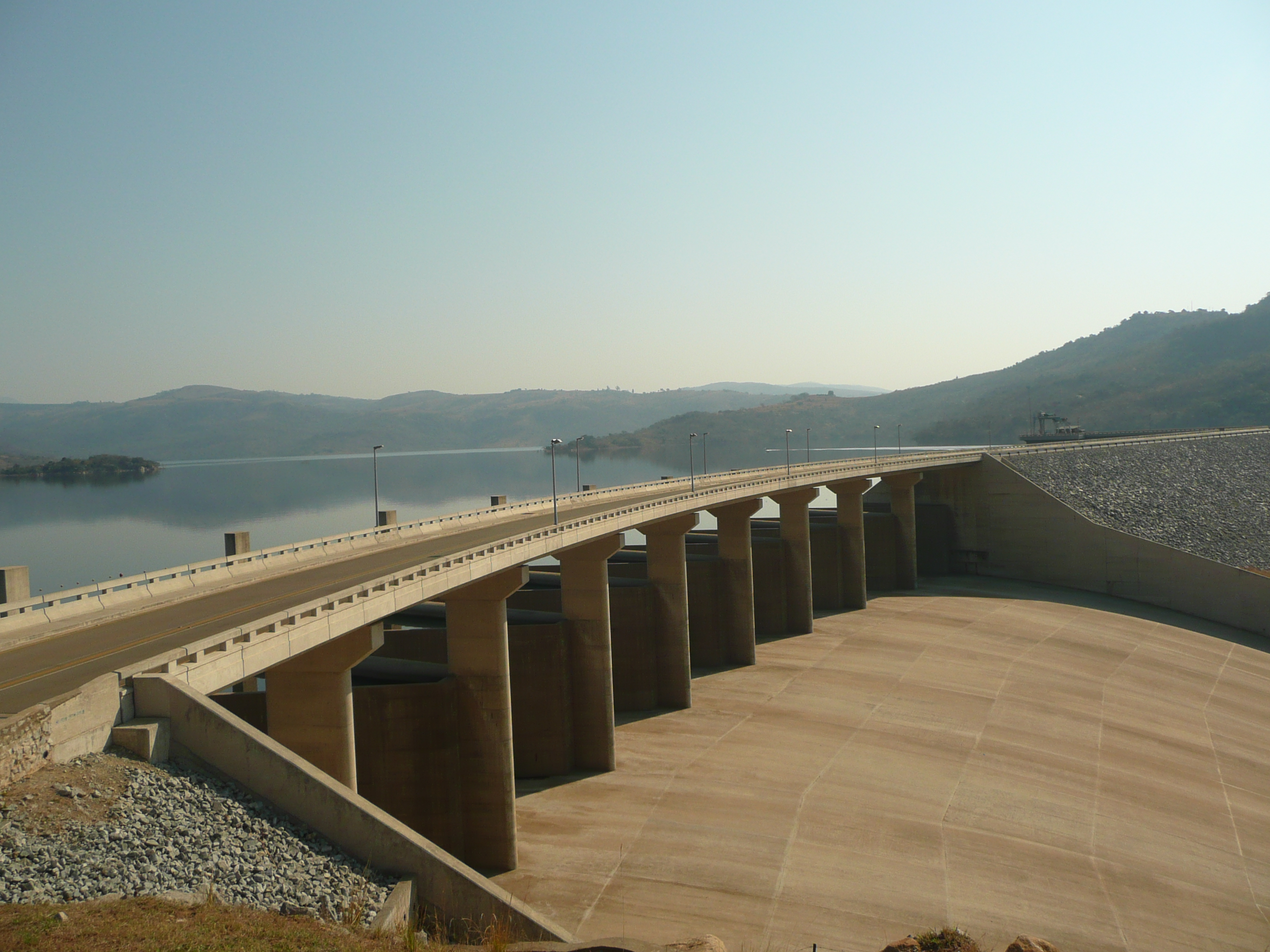
Der Maguga-Damm

Der Maguga Dam staut den Fluss 12 Kilometer südlich der Stadt Piggs Peak in Eswatini. Die Staumauer ist 115 Meter hoch und wurde im September 2001 fertiggestellt. Wegen seiner periodischen Hochwasserführung wurden in seinem Verlauf mehrere Regulierungsarbeiten vorgenommen.
Im Flachland seines Unterlaufes auf mosambikanischem Gebiet liegen bei Xinavane und Manhiça Zuckerrohrplantagen.